# Thamnodynastes marahuaquensis
Thamnodynastes marahuaquensis là một loài rắn trong họ Rắn nước. Loài này được Gorzula & Ayarzagüena miêu tả khoa học đầu tiên năm 1996.